# Преваранткиње са Вол стрита
Преваранткиње са Вол стрита (енгл. Hustlers) амерички је филм из 2019. у режији и по сценарију Лорин Скафарије. Инспирисан је истинитом причом коју је забележила Џесика Преслер и објавио часопис New York. Глумачку поставу предводе Констанс Ву, Џенифер Лопез, Џулија Стајлс, Кики Палмер, Лили Рајнхарт, Лизо и Карди Би. Радња прати стриптизете из Њујорка које започињу крађу новца дрогирајући предузетнике са Вол стрита.
У фебруару 2019. најављена је продукција филма, док је Annapurna Pictures био задужен за дистрибуцију. Међутим, након финансијских проблема, у октобру 2018. Annapurna је одустала од филма. Након што је STX Entertainment преузео права на филм, већина глумачке поставе се прикључила током пролећа, док се снимање одвијало између марта и маја 2019. у Њујорку.
Премијера је приказана 7. септембра 2019. на Међународном филмском фестивалу у Торонту. Добио је позитивне рецензије критичара. Лопез је била номинована за Златни глобус, Филмску награду по избору критичара и награду Удружења филмских глумаца. Зарадио је преко 150 милиона долара широм света, у односу на буџет од 20 милиона долара.

## Радња
Прича прати план за освету две стриптизете ноћног клуба које удружују снаге против мушкараца с Вол стрита који су њихови клијенти.

## Улоге
| Глумац        | Улога       |
| ------------- | ----------- |
| Констанс Ву   | Дестини     |
| Џенифер Лопез | Рамона Вега |
| Џулија Стајлс | Елизабет    |
| Кики Палмер   | Мерседес    |
| Лили Рајнхарт | Анабела     |
| Мерседес Рул  | Мама        |
| Карди Би      | Дајмонд     |
| Лизо          | Лиз         |